# Qasimi
Els Qawàssim (àrab: القواسم, al-Qawāsim), en singular al-Qassimí (àrab: القاسمي, al-Qāsimī), són una tribu de la península aràbiga. Hi pertanyen les famílies reials dels emirats de Sharjah i Ras al-Khaimah, on són més coneguts per la forma Qasimi, i ho foren també els emirs de Diba, Kalba i Langa o Langeh (Lingah). Dedicats a les pirateries al final del segle xviii i començaments del segle xix, foren coneguts com els pirates Kawasim o Qawasim.
El 1719 els portuguesos que encara tenien una factoria a la costa persa, a Kung, van ser atacats per pirates kawasim, i es van venjar assetjant als vaixells pirates al port de Ras al-Khaymah (Djulfar), fent presoners als tripulants i convertint-los en esclaus. Segurament en aquest temps ja era xeic de Djulfar (prop de Ras al-Khaimah) Rashid ibn Matar el primer Qasimi testimoniat per occidentals que seria fill de Matar i net de Qasim o Kasim, l'èponim de la família.
En la guerra civil d'Oman entre Ghafiris i Hinawis o àrabs del nord i dels sud, els qasimis van donar suport als primers. A la segona meitat del segle xviii el xeic va construir a Basidu, a l'illa de Quishm, un port que va competir amb el britànic de Bandar Abbas (vers 1725) i els britànics van obligar al xeic a compensar les pèrdues (1727).
El 1737 forces de Nadir Shah de Pèrsia van envair Oman i Djulfar i les van ocupar; una guarnició es va establir a Djulfar, a pocs quilòmetres de Ras al-Khaymah i hi va restar fins després del 1747; el 1763 encara l'almirall persa de la guarnició restava al lloc però va esgotar els recursos pagant subsidis al xeic; d'altra banda el xeic va reconèixer la sobirania de l'imam d'Oman per un temps, però Rashid ibn Matar tornava a ser independent el 1765 quan va visitar la zona C. Niebhur i dominava Djulfar i territoris a la costa persa; disposava d'una força naval considerable i estava en guerra amb Oman.
El 1778 els qasimi es van apoderar d'un petit vaixells britànic i van demanar rescat; els britànics ho van qualificar de pirateria; al començar el segle xix la influència wahhabita era important; Saqr ibn Rashid (1777-1803) va rebre el títol d'emir d'Oman dels saudites; Sultan ibn Rashid va derrotar els omanites i va enviar una cinquena part del botí a al-Diriyya.
Després del 1819 els qasimi foren els xeics de Sharjah i Ras al-Khaymah (vegeu aquests estats). De 1820 a 1853 el territori que avui dia són els Emirats Àrabs Units fou conegut com a Costa dels Pirates per les seves activitats, nom que de fet van continuar després tot i que degut a les diverses treves signades el seu nom més corrent fou Trucial Oman (Oman de la Treva).